# Hajnówka Placówka
Hajnówka Placówka - dawna wąskotorowa stacja kolejowa w mieście Hajnówka, w województwie podlaskim, w Polsce.